# The Final Experiment
The Final Experiment je první studiové album hudebního projektu Ayreon nizozemského hudebníka Arjena Lucassena. Vydáno bylo během října roku 1995 pod vydavatelstvím Transmission Records. Tehdy vyšlo pod názvem Ayreon: The Final Experiment a jméno kapely nebylo nijak uvedeno. Album je konceptuální; ze začátku se odehrává v roce 2084, poté se příběh přesouvá do 6. století do tehdejší Británie a odehrává se také na dvoře krále Artuše.

## Seznam skladeb
| Pořadí         | Název                                                                               | Délka |
| -------------- | ----------------------------------------------------------------------------------- | ----- |
| 1.             | Prologue" - A. "The Time Telepathy Experiment" - B. "Overture" - C. "Ayreon's Quest | 3:16  |
| Celková délka: | Celková délka:                                                                      | 3:16  |

| Act I: The Dawning | Act I: The Dawning                                                                                                | Act I: The Dawning |
| Pořadí             | Název | Délka              |
| ------------------ | --- | ------------------ |
| 2.                 | The Awareness" - A. "The Premonition" - B. "Dreamtime (Words Become a Song)" - C. "The Awakening                  | 6:36               |
| 3.                 | Eyes of Time" - A. "Eyes of Time" - B. "Brainwaves                                                                | 5:05               |
| 4.                 | The Banishment" - A. "A New Dawn" - B. "The Gathering" - C. "The Accusation" - D. "The Banishment" - E. "Oblivion | 11:08              |
| Celková délka:     | Celková délka: | 22:49              |

| Act II: King Arthur's Court | Act II: King Arthur's Court | Act II: King Arthur's Court |
| Pořadí                      | Název                       | Délka                       |
| --------------------------- | --------------------------- | --------------------------- |
| 5.                          | Ye Courtyard Minstrel Boy   | 2:45                        |
| 6.                          | Sail Away to Avalon         | 4:02                        |
| 7.                          | Nature's Dance              | 2:27                        |
| Celková délka:              | Celková délka:              | 9:14                        |

| Act III: Visual Echoes | Act III: Visual Echoes     | Act III: Visual Echoes |
| Pořadí                 | Název                      | Délka                  |
| ---------------------- | -------------------------- | ---------------------- |
| 8.                     | Computer-Reign (Game Over) | 3:24                   |
| 9.                     | Waracle                    | 6:44                   |
| 10.                    | Listen to the Waves        | 4:58                   |
| 11.                    | Magic Ride                 | 3:35                   |
| Celková délka:         | Celková délka:             | 18:41                  |

| Act IV: Merlin's Will and Ayreon's Fate | Act IV: Merlin's Will and Ayreon's Fate                                     | Act IV: Merlin's Will and Ayreon's Fate |
| Pořadí                                  | Název                                                                       | Délka                                   |
| --------------------------------------- | --------------------------------------------------------------------------- | --------------------------------------- |
| 12.                                     | Merlin's Will                                                               | 3:20                                    |
| 13.                                     | The Charm of the Seer                                                       | 4:11                                    |
| 14.                                     | Swan Song                                                                   | 2:44                                    |
| 15.                                     | Ayreon's Fate" - A. "Ayreon's Fate" - B. "Merlin's Prophecy" - C. "Epilogue | 6:55                                    |
| Celková délka:                          | Celková délka:                                                              | 17:10                                   |

## Obsazení
- Arjen Lucassen – zpěv, kytary, basa, klávesy

Hosté
- Lenny Wolf – zpěv
- Edward Reekers – zpěv
- Debby Schreuder – zpěv
- Mirjam van Doorn – zpěv
- Jan-Chris de Koeijer – zpěv
- Robert Soeterboek – zpěv
- Ian Parry – zpěv
- Barry Hay – zpěv
- Jay van Feggelen – zpěv
- Leon Goewie – zpěv
- Lucie Hillen – zpěv
- Ruud Houweling – zpěv
- Cleem Determeijer – klávesy
- René Merkelbach – klávesy
- Peter Vink – basa
- Jolanda Verduijn – basa
- Jan Bijlsma – basa
- Ernst van Ee – bicí